# Peronospora trifoliorum
Espèce
Peronospora trifoliorum est une espèce de pseudo-champignons oomycètes de la famille des Peronosporaceae. Ce champignon phytopathogène est responsable de mildious attaquant diverses espèces de Fabaceae fourragères, trèfle, luzerne, mélilot.

## Symptômes
La maladie se manifeste par des infections localisées sous forme de taches chlorotiques sur les folioles, taches qui finissent par recouvrir la totalité du limbe. Les folioles infectées se courbent, les bords s'enroulant vers le bas.
Une infection systémique atteint les tiges qui lorsqu'elles sont infectées tendent à s'épaissir et à raccourcir leurs entrenœuds, produisant une croissance en rosette touffue à leur sommet.
Le signe révélateur du mildiou est la production à la face inférieure des folioles d'un duvet blanc-grisâtre, constitué par des masses d'oospores (sporangiophores et sporanges), qui servent par la suite d'inoculum pour une expansion secondaire du champignon,.

## Taxinomie

### Synonymes
Selon Catalogue of Life (3 décembre 2014) :
- Peronospora fulva Syd. 1923 ;
- Peronospora lentis Gäum. 1923 ;
- Peronospora lotorum Syd. 1923 ;
- Peronospora pratensis Syd. 1923 ;
- Peronospora trifolii-alpestris Gäum. 1923 ;
- Peronospora trifolii-arvensis (Thüm.) Syd. 1923 ;
- Peronospora trifolii-hybridi Gäum. 1923 ;
- Peronospora trifolii-pratensis A. Gustavsson 1959 ;
- Peronospora trifolii-repentis (Thüm.) Syd. 1923 ;
- Peronospora trifolii-repentis f. trifolii-hybridi (Gäum.) Czerepan. 1977 ;
- Peronospora trifolii-repentis f. trifolii-montani Czerepan. 1977 ;
- Peronospora trifolii-repentis f. trifolii-repentis (Thüm.) Syd. 1923 ;
- Peronospora trifoliorum f. cytisi Roum. ;
- Peronospora trifoliorum f. laburni-vulgaris Thüm. 1884 ;
- Peronospora trifoliorum f. medicaginis Sacc. ;
- Peronospora trifoliorum f. meliloti Schnabl ;
- Peronospora trifoliorum f. ononide Sacc. ;
- Peronospora trifoliorum f. orobi-tuberosi Fuckel ;
- Peronospora trifoliorum f. trifolii-alpestris (Gäum.) Czerepan. 1977 ;
- Peronospora trifoliorum f. trifolii-arvensis Thüm. 1884 ;
- Peronospora trifoliorum f. trifolii-filiformis Thüm. ;
- Peronospora trifoliorum f. trifolii-incarnati Czerepan. 1977 ;
- Peronospora trifoliorum f. trifolii-pratensis (A. Gustavsson) Czerepan. 1977 ;
- Peronospora trifoliorum f. trifolii-repentis Thüm. 1884 ;
- Peronospora trifoliorum f. trifolii-rubentis Czerepan. 1977 ;
- Peronospora trifoliorum var. trifoliorum de Bary 1863 ;
- Peronospora trifoliorum f. trifoliorum de Bary 1863.

### Liste des formes
Selon NCBI (3 décembre 2014) :
- forme Peronospora trifoliorum f. trifolii-pratensis